# I'm on My Way
I'm on My Way é um filme mudo em curta-metragem norte-americano de 1919, do gênero comédia, estrelado por Harold Lloyd. Cópia do filme encontra-se conservada no Museu de Arte Moderna, Nova Iorque.

## Elenco

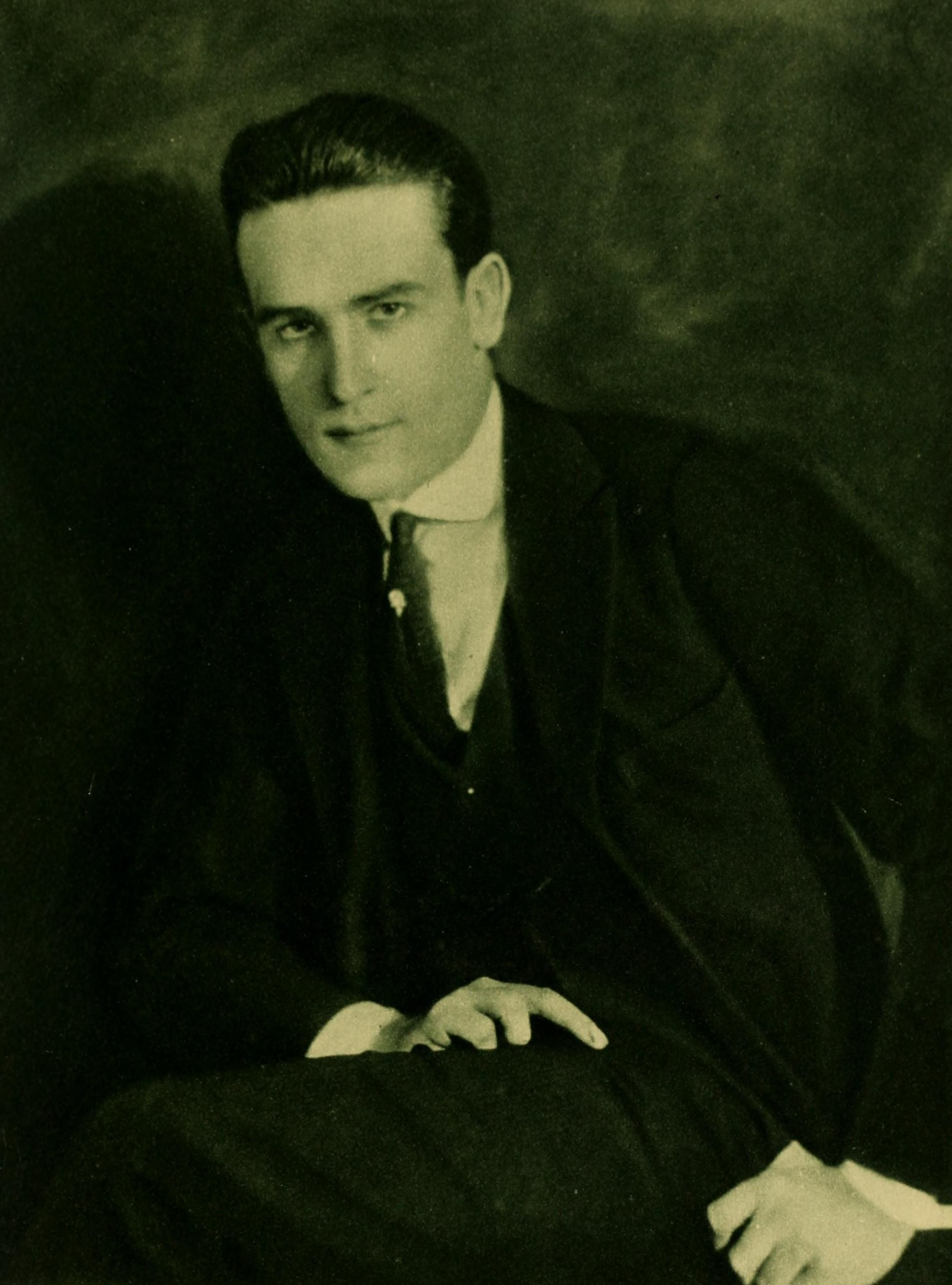
Harold Lloyd

- Harold Lloyd – O Garoto
- Snub Pollard
- Bebe Daniels
- Sammy Brooks (Não creditado)
- William Gillespie (Não creditado)
- Lew Harvey (Não creditado)
- Bud Jamison (Não creditado)
- Dee Lampton (Não creditado)
- James Morrison (Não creditado)
- Marie Mosquini (Não creditada)
- James Parrott (Não creditado)
- Dorothea Wolbert (Não creditada)